# Viện Cơ mật (Huế)
Viện Cơ mật hay Cơ mật viện (chữ Hán: 機密院) là một cơ quan trong triều đình nhà Nguyễn, thành lập năm Giáp Ngọ (1834) dưới thời Minh Mạng. Công trình kiến trúc Viện Cơ mật hiện nay tọa lạc tại 23 Tống Duy Tân, thuộc phường Thuận Thành, ở góc đông nam bên trong Kinh thành Huế, vốn được xây dựng vào năm Thành Thái thứ 15 (1903) trên khuôn viên của chùa Giác Hoàng. Hiện tại công trình là trụ sở của Trung tâm Bảo tồn Di tích Cố đô Huế.

## Tổ chức

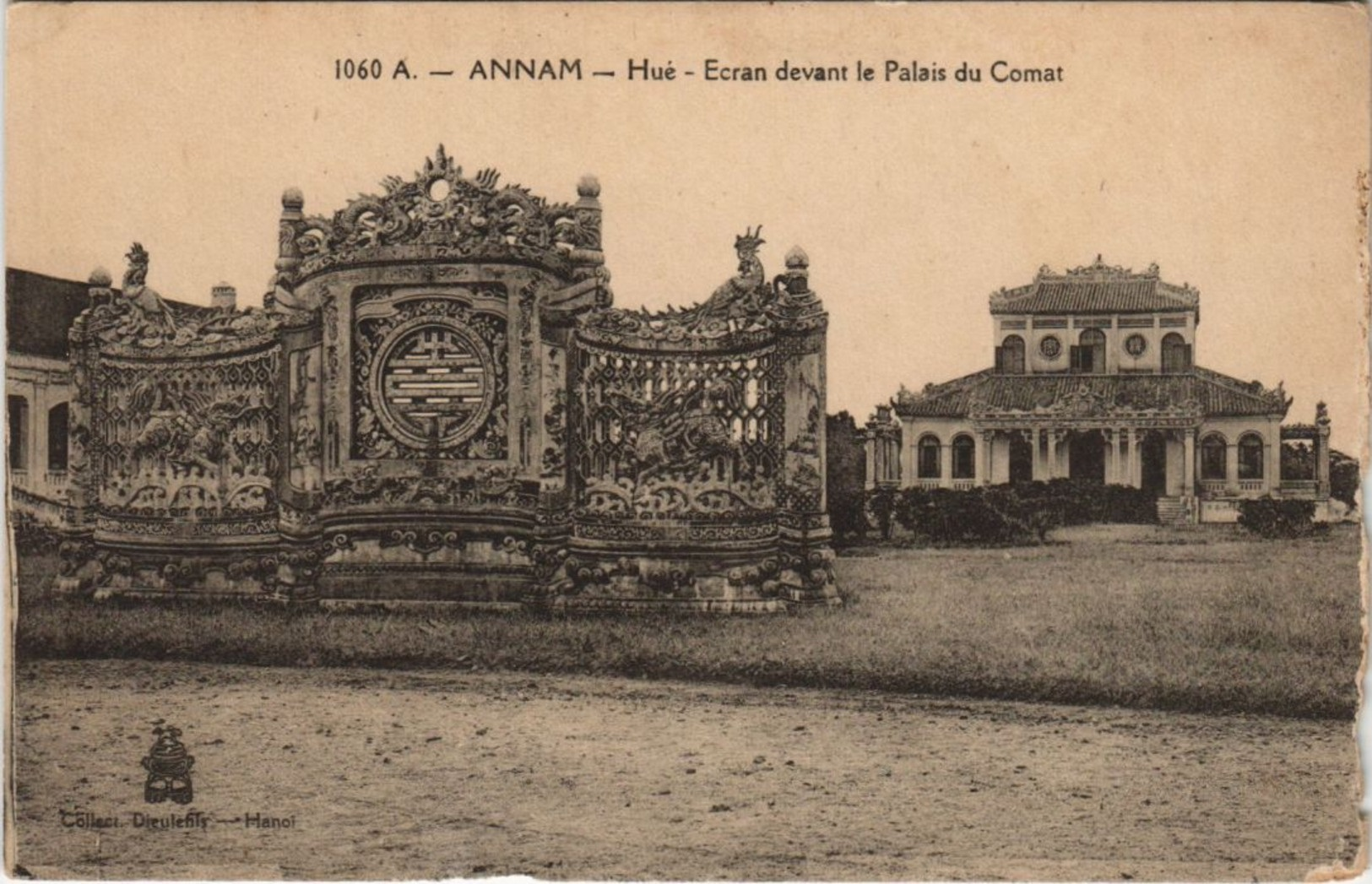
Bình phong trước điện

Sau việc dẹp loạn Lê Văn Khôi tại Nam Kỳ, vua Minh Mạng cho lập một cơ quan đặc trách để tham khảo về những vấn đề trọng mật, nhất là về mặt quân sự. Nhà vua theo mẫu Khu mật viện của nhà Tống và Quân cơ xứ của nhà Thanh để lập ra Cơ mật viện.

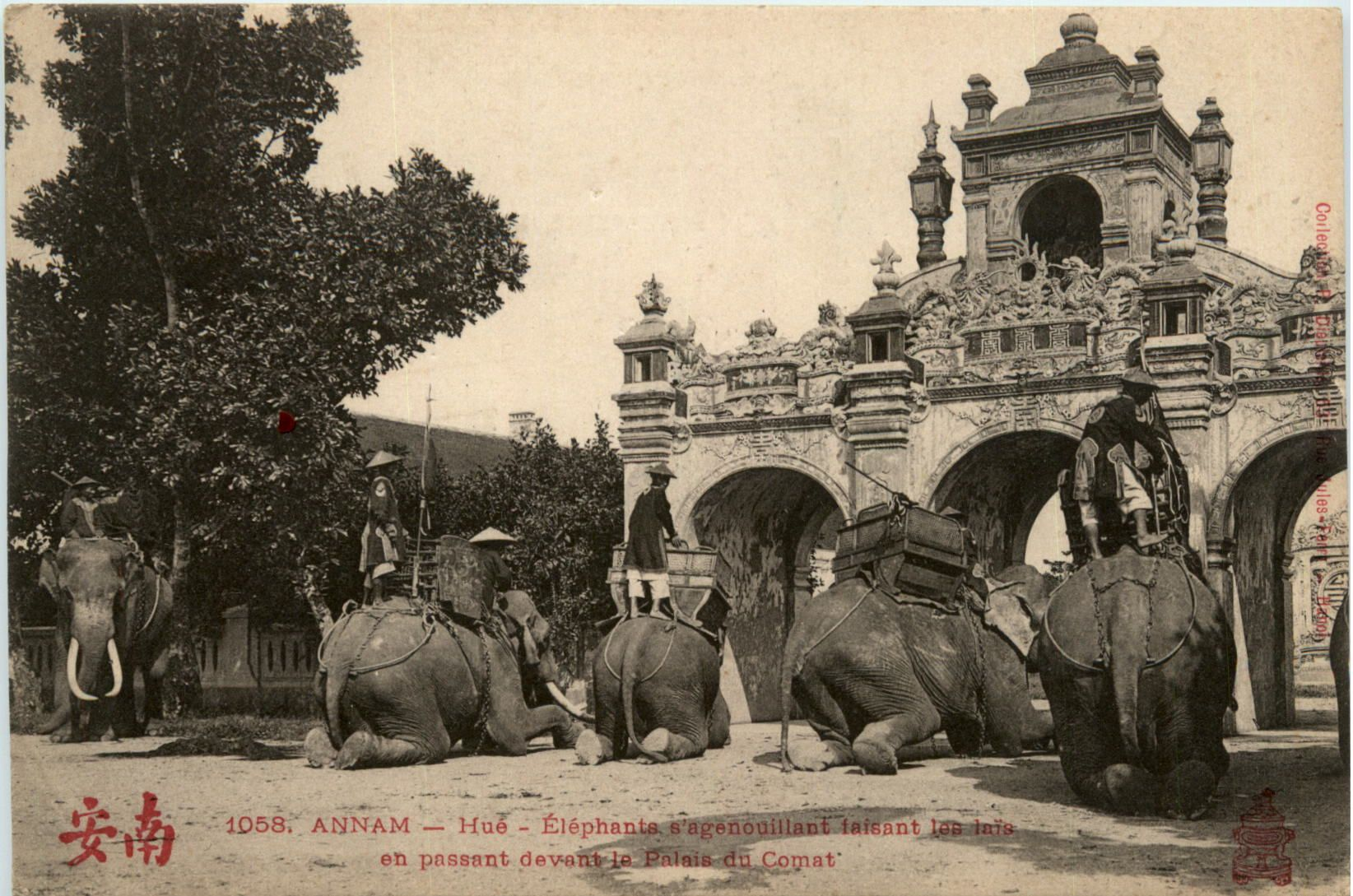
Voi quỳ gối đi qua cửa điện

Cơ quan này do bốn đại thần điều hành, tương tự như Nội các nhưng các vị đại thần viện Cơ mật thuộc trật Chánh tam phẩm trở lên và giữ các chức vụ khác nữa. Quan Cơ mật thường mang danh hiệu Đại học sĩ của các điện Đông Các, Văn Minh, Võ Hiển và Cần Chánh. Các quan đại thần ở Cơ mật viện có đặc chỉ cho đeo kim bài để phân biệt với các quan khác. Kim bài khởi đầu từ đấy
Cơ mật viện được chia làm hai ty là Bắc ty và Nam ty. Thuộc quan là các quan có hàm Hàn lâm viện ở Lục bộ sung hàm Hành tẩu.
Ty Nam phụ trách các việc từ Quảng Bình trở vào, Ty Bắc phụ trách các việc từ Hà Tĩnh ra. Mỗi ty có 1 viên Ngoại lang, trật Chánh ngũ phẩm, 1 Chủ sự trật Chánh lục phẩm, 2 Tư vụ hoặc Biên tu, trật Chánh thất phẩm và Kiểm thảo, trật Tòng thất phẩm.
Cơ mật viện dùng loại ấn là Ấn, với tên là Cơ mật viện chi ấn (機密院之印).
Sang thời Pháp thuộc triều Thành Thái thì Thượng thư Lục bộ tham gia vào Viện Cơ mật và viên Khâm sứ Trung Kỳ người Pháp đứng chủ toạ. Thời vua Duy Tân đổi thành phủ Phụ chính.

## Kiến trúc

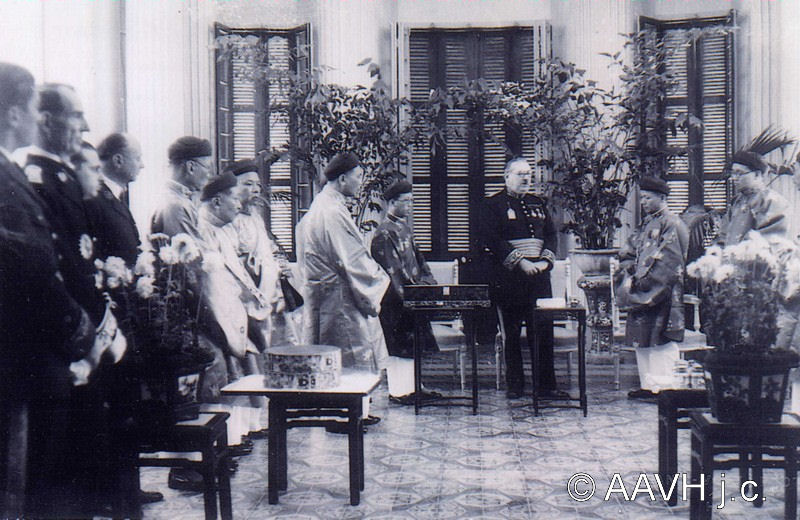
Khâm sứ Graffeuil đến thăm Cơ Mật Viện

Viện Cơ mật lúc đầu đặt ở nhà Tả vu. Sau khi kinh đô thất thủ năm 1885 phải dời qua dinh của bộ Lễ, rồi bộ Binh, và cuối cùng năm 1903 chuyển về khuôn viên chùa Giác Hoàng.
Chùa Giác Hoàng bị triệt giải để xây tòa nhà chính là Viện Cơ Mật cùng với tòa phía bên trái Bảo tàng Kinh tế và bên phải văn phòng hộ lý các bộ, được gọi chung là Tam tòa. Vị trí này hiện nay có địa chỉ tại 23 Tống Duy Tân, thuộc phường Thuận Thành, ở góc đông nam bên trong Kinh thành Huế.
Công trình kiến trúc hiện thấy ngày nay là cổng tam quan của Viện Cơ mật cũ thuộc đợt xây cất năm 1899 đến 1903 thì hoàn thành. Tuy nhiên, tòa nhà chính và bức bình phong phần đã bị phá, phần còn lại đã biến dạng vì xây cất sau này.
Từ 1955 đến 1975, hai dãy nhà hai bên trở thành văn phòng của các cơ quan tư pháp địa phương (tỉnh Thừa Thiên và thành phố Huế), còn tòa nhà chính (tức Viện Cơ mật) được dùng làm nơi xét xử các vụ án từ sơ thẩm đến thượng thẩm. Từ năm 1975 đến 1976, Ủy ban Quân quản Thừa Thiên – Huế đóng và làm việc tại khu vực này. Từ năm 1976 đến 1989, Tam tòa trở thành trụ sở của Tỉnh ủy tỉnh Bình Trị Thiên, rồi Tỉnh ủy tỉnh Thừa Thiên – Huế (1989 - 2000). Tháng 10, 2000 đến nay, Trung tâm Bảo tàng Di tích Cố đô Huế quản lý di tích Viện Cơ mật và Viện Cơ mật trở thành văn phòng của Trung tâm Bảo tồn Di tích Cố đô Huế.
Cùng với Trường Quốc Tử Giám, lầu Tàng thư - hồ Ngọc Hải, hồ Tịnh Tâm, Viện Cơ mật đã được Bộ Văn hóa - Thông tin công nhận xếp vào danh mục Di tích kiến trúc nghệ thuật cấp quốc gia.

## Chùa Giác Hoàng

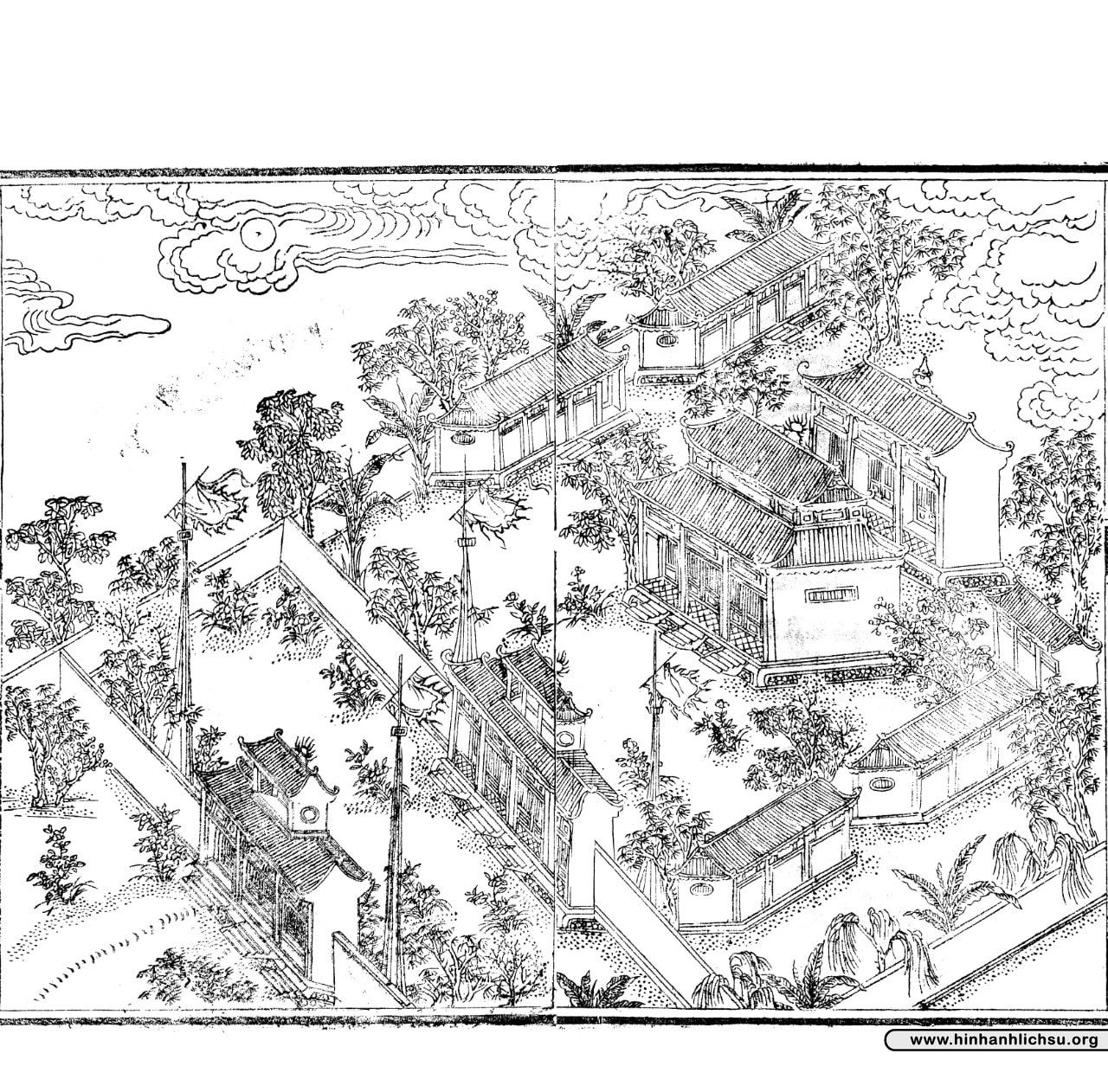
Cảnh chùa Giác Hoàng trong tập thơ Thần kinh nhị thập cảnh (tiếng Hán: 神京二十景) của vua Thiệu Trị.

Sử sách nhà Nguyễn đã xác nhận rằng, vị trí của Tam Tòa là trung tâm đô thành thời các chúa Nguyễn. Năm 1802, vua Gia Long lên ngôi, Kinh thành Huế được quy hoạch lại và khu vực đất này được dùng để xây chỗ ở cho Hoàng tử Đảm (vua Minh Mạng về sau).
Năm 1816, khi Hoàng tử Đảm chuyển về điện Thanh Hòa (bên trong Tử Cấm Thành), phủ này được ban cho Thiệu Hoá quận vương, tức Hoàng tử Nguyễn Phúc Chẩn (em vua Minh Mạng), sau là Nguyễn Phúc Thiện Khuê - con trai trưởng của Nguyễn Phúc Chẩn.
Năm Minh Mạng thứ hai mươi (1839), khu đất này được lấy lại để xây chùa Giác Hoàng và cấp khu đất khác cho Thiệu Hoá quận vương.
Năm Thiệu Trị thứ ba (1843), vua làm bài vịnh "Giác Hoàng phạm ngữ" ca tụng cảnh quan chùa là một trong 20 cảnh đẹp đất thần kinh.
Chùa Giác Hoàng được xây dựng khá quy mô. Phía trước có cổng tam quan. Công trình kiến trúc chính là điện Đại Hùng (phía trước) và điện Đại Bảo (phía sau), mỗi toà 3 gian 2 chái. Phía trước điện Đại Hùng có hai ngôi nhà 3 gian ở hai bên. Tiếp đến là lầu Hộ Pháp. Sau điện Đại Hùng hai bên có hai nhà tăng, mỗi nhà 5 gian. Bên trái có một nhà bếp 3 gian. Xung quanh chùa đều có tường gạch bao bọc. Giác Hoàng là một ngôi chùa lớn, lại nằm cạnh Hoàng Thành nên được các vua Nguyễn quan tâm thăm viếng nhiều.
Sau sự kiện 1885, pháo binh thực dân Pháp chiếm chùa Giác Hoàng làm doanh trại. Các tượng Phật, đồ thờ cúng chuyển qua chùa Diệu Đế.
Đến năm Thành Thái thứ 15 (1903), triều đình đã cho triệt giải chùa và xây dựng trong khuôn viên này 3 toà nhà mới. Toà ở giữa dùng làm viện Cơ Mật. Toà bên trái dùng cho các ông hộ lý người Pháp của các bộ (Délégué). Còn toà bên phải được dùng làm Bảo tàng Kinh tế (Musée Economique). Cũng từ đó, dân gian Huế mới gọi khu vực này là Tam Toà.
Hiện còn có giếng Thanh Phương là dấu vết của chùa Giác Hoàng xưa.